# Willibald Hentschel
Willibald Hentschel (* 7. November 1858 in Łódź, Russland; † 2. Februar 1947 in Leoni am Starnberger See) war ein deutscher Naturwissenschaftler, Schriftsteller und Agitator der völkischen Bewegung im Deutschen Kaiserreich und in der Weimarer Republik. Früh regte er utopisch-phantastische Rassezuchtpläne an.

## Leben und Werk
Hentschels Eltern waren von Bürgstein bzw. Johannesdorf in Nordböhmen nach Lodz gezogen, wo der Vater eine Textilfabrik leitete. Mit den Eltern zog er 1874 nach Dresden, wo er 1875 sein Abitur ablegte und mit dem Studium der Chemie und Physik begann. 1877 wechselte er nach Jena, wo er bei Ernst Haeckel Biologie studierte. Im November 1879 wurde er promoviert mit der Dissertation Über den gegenwärtigen Stand ursächlicher Erklärung in der Vererbungserscheinung. Im Nebenfach wurde er in Chemie und Physik von Ernst Abbe geprüft.
Zunächst blieb Hentschel als Assistent bei Haeckel, ging dann an die Technische Hochschule Dresden zurück. Dort war er mit Rudolf Schmitt an der Entwicklung eines neuen Verfahrens zur Herstellung von Salicylsäure beteiligt und wurde mit Wilhelm Ostwald bekannt. Von den sich aus seiner Arbeit ergebenden Einkünften kaufte er zwei Rittergüter in Schlesien.
Mit 23 Jahren heiratete er in Dresden Hellen Zimmermann, die Tochter deutsch-englischer Eltern. Sie hatten gemeinsam fünf Töchter und hinterließen 1947 13 Enkel und 27 Urenkel.
1885 bis 1886 nahm Hentschel an einer Expedition nach Sansibar und Ostafrika teil. Nach seiner Rückkehr ging er an die Universität Jena und kam als Chemiker durch Patente und Erfindungen auf dem Gebiet der Indigo-Herstellung zu einem beträchtlichen Vermögen. Seine nächste Station war die Universität Heidelberg, dann die dortige Industrieforschung.
In Baden traf er auf antisemitische Kreise. 1890 wurde er Vorstandsmitglied der Deutschsozialen Partei. Seine antisemitische Agitation stieß dort jedoch auf Widerstand, weshalb er sich auf sein Rittergut Seiffersdorf in Schlesien (heute Radomierz, Gemeinde Janowice Wielkie) zurückzog. Er beschäftigte sich mit Düngemittelforschung und schrieb die Bücher Varuna (1901) und Mittgart (1904), in denen er Projekte einer arischen Rassenzüchtung propagierte, die jedoch von den führenden Vertretern der Gesellschaft für Rassenhygiene, insbesondere Alfred Ploetz, als unrealistisch abgelehnt wurden. Sein Freund Theodor Fritsch hielt sich mehrfach und für längere Zeit in Seiffersdorf auf. In dessen Verlag erschien auch Varuna. Verleger späterer Bücher war Erich Matthes in Leipzig. Hentschel verfasste zahlreiche Beiträge für die von Fritsch herausgegebene Zeitschrift Hammer und die Deutsch-Sozialen Blätter, in denen er seine Menschenzuchtpläne propagierte und erläuterte.
Nach den Vorstellungen Hentschels sollte aus einer vornehmlich landwirtschaftlichen Produktionsstätte ein „Menschen-Garten“ werden, eine „Stätte rassischer Hochzucht“ mit dem Ziel, eine „neue völkische Oberschicht“ zu bilden. Im Rückgriff auf die angeblichen Eheformen der alten Germanen (bei denen nach Meinung Hentschels „der Starke und Tüchtige neun seiner schwächeren Gegner erschlug und die Weiber für sich in Anspruch nahm“) sollte in einer Mittgart-Siedlung Einehe auf Zeit zwischen etwa eintausend Frauen und einhundert Männern herrschen. Die praktische Umsetzung derartiger Pläne scheiterte, weil sich für derartige Siedlungen nicht genügend Frauen fanden.
Im und nach dem Ersten Weltkrieg wurde Hentschels Aktienvermögen wertlos. In der „Keim-Siedlung Niegard“, gelegen in einem Torfgebiet bei Westerwanna, baute er sich eine neue Existenz auf und rief 1923 von dort zur Bildung des Bundes Artam auf. Er löste damit die Gründung der bündischen Jugendbewegung der Artamanen aus, der auch Heinrich Himmler und Walther Darré beitraten.
Zum 1. August 1929 trat er der NSDAP bei (Mitgliedsnummer 144.649), allerdings verließ er die Partei laut Meldung des NSDAP-Gaues Osthannover im Dezember 1932 wieder.
Hentschel hatte zahlreiche Anhänger. Sein Lehrer Ernst Haeckel z. B. teilte seine Ansichten über Rassenhygiene. Weitere Bewunderer waren Erich Ludendorff und Adolf Hitler, der dem Ehepaar Hentschel zur diamantenen Hochzeit – trotz Parteiaustritt – 1941 handschriftlich gratulierte. Hentschels Einfluss auf den Nationalsozialismus bestand neben dem völkischen Gedankengut, wie es sich schließlich auch im Lebensborn äußerte, vor allem in der Durchsetzung des von ihm initiierten Hitlergruß.